# Dennis Novak
Dennis Novak (Wiener Neustadt, 28 agosto 1993) è un tennista austriaco.
I suoi migliori ranking ATP sono stati l'85ª posizione in singolare il 2 marzo 2020 e la 283ª in doppio il 12 giugno 2017.

## Carriera

### 2011-2012: inizi tra i professionisti
Perde tutti e 4 gli incontri alle sue prime apparizioni tra i professionisti nel 2011, tra i quali quello al primo turno delle qualificazioni al torneo ATP di Kitzbühel. Raggiunge la prima finale nei tornei ITF Futures nel giugno 2012 in Slovenia e perde contro Petru-Alexandru Luncanu. A fine luglio raggiunge la sua prima finale in doppio all'Austria F2 in coppia con Maxim Dubarenco e vengono sconfitti da Mislav Hizak / Jeremy Jahn con il punteggio di 3-6, 6-4, [4-10]. Come l'anno precedente partecipa alle qualificazioni del torneo ATP di Kitzbühel e dopo avere superato al primo turno Mateusz Kowalczyk viene sconfitto da Pavol Červenák. Alla sua prima esperienza in un torneo Challenger viene sconfitto nelle qualificazioni all'ATP Challenger Trophy 2012 di Trnava.

### 2013-2015: primi titoli ITF ed esordio nel circuito maggiore
Inizia la stagione 2013 vincendo il suo primo torneo da professionista all'Israel F4 superando in finale il tedesco Stefan Seifert con il punteggio di 6-2, 6-3. A giugno prova senza successo le qualificazioni per i tornei ATP di Halle e 's-Hertogenbosch. Al terzo tentativo riesce a qualificarsi al tabellone principale del torneo di Kitzbühel superando nell'ordine Matthias Haim, Lorenzo Giustino e Tihomir Grozdanov, e al primo turno cede a Andreas Haider-Maurer. Ad agosto vince il primo titolo in doppio in carriera al Futures Austria F6, dove si impone anche in singolare. Chiude la stagione vincendo un altro Futures in singolare.
Inizia il 2014 fallendo le qualificazioni al 250 di Zagabria. Nel corso della stagione vince quattro tornei Futures in singolare e due in doppio. Tenta inutilmente le qualificazioni al torneo ATP di Nizza, in diversi tornei Challenger e a fine anno al torneo ATP di Vienna. Anche nel 2015 continua a raccogliere successi nei tornei Futures. Vince il primo incontro in un torneo ATP a Kitzbühel superando al primo turno Aljaž Bedene per 6-7, 6-4, 6-1 per poi arrendersi al turno successivo a Fabio Fognini. Nel finale di stagione raggiunge tre quarti di finale consecutivi in tornei Challenger. Riceve poi una wild card per il torneo ATP di Vienna e viene sconfitto da Radek Štěpánek al primo turno. Chiude l'anno al 211º posto in singolare.

### 2016: prima finale ATP in doppio
Dopo avere raggiunto i quarti di finale nel Challenger di Happy Valley, disputa per la prima volta le qualificazioni in un torneo dello Slam agli Australian Open e supera Dustin Brown prima di arrendersi a Marco Trungelliti. Quell'anno uscirà nelle qualificazioni anche a Wimbledon e agli US Open. A marzo fa il suo esordio in Coppa Davis contro il Portogallo a risultato già acquisito dagli austriaci e sconfigge Pedro Sousa per 6-4, 6-3. Torna a giocare nei tornei Futures e conquista tre titoli in singolare e uno in doppio. Nei quarti di finale al Challenger di Mestre viene eliminato da Paolo Lorenzi. Disputa la prima semifinale Challenger in carriera allo Sparta Prague Open.
Nel confronto di Davis contro l'Ucraina perde entrambi i singolari contro Serhij Stachovs'kyj e Illja Marčenko. Disputa la sua prima finale nel circuito maggiore all'Austrian Open Kitzbühel in coppia con Dominic Thiem e vengono sconfitti da Wesley Koolhof / Matwé Middelkoop per 6-2, 3-6, [9-11], mentre non supera il primo turno in singolare. Nel finale di stagione perde in semifinale al Challenger di Alphen e viene eliminato nelle qualificazioni all'ATP di Vienna.

## Statistiche
Aggiornate al 10 marzo 2025.

### Doppio

#### Finali perse (1)
| Legenda              |
| Grande Slam (0)      |
| ATP Finals (0)       |
| ATP Masters 1000 (0) |
| ATP Tour 500 (0)     |
| ATP Tour 250 (1)     |

| N. | Data           | Torneo                             | Superficie  | Compagno      | Avversari in finale             | Punteggio        |
| 1. | 23 luglio 2016 | Austrian Open Kitzbühel, Kitzbühel | Terra rossa | Dominic Thiem | Wesley Koolhof Matwé Middelkoop | 6-2, 3-6, [9-11] |

### Tornei minori

#### Singolare

##### Vittorie (26)
| Legenda tornei minori |
| Challenger (3)        |
| ITF (23)              |

| N.  | Data             | Torneo                              | Superficie  | Avversario in finale | Punteggio           |
| 1.  | 3 marzo 2013     | Israel F4, Herzliya                 | Cemento     | Stefan Seifert       | 6-2, 6-3            |
| 2.  | 11 agosto 2013   | Austria F6, Wels (1)                | Terra rossa | Oliver Golding       | 6-2, 6(2)–7, 7–6(1) |
| 3.  | 3 novembre 2013  | Greece F17, Heraklion               | Cemento     | Federico Gaio        | 6-4, 6-2            |
| 4.  | 16 febbraio 2014 | Egypt F5, Sharm El Sheikh           | Terra rossa | Matteo Marrai        | 7–6(5), 6-1         |
| 5.  | 23 febbraio 2014 | Egypt F6, Sharm El Sheikh (1)       | Terra rossa | Marc Giner           | 6-4, 6-4            |
| 6.  | 10 agosto 2014   | Austria F6, Wels (2)                | Terra rossa | Peter Heller         | 6-4, 1-6, 6-3       |
| 7.  | 17 agosto 2014   | Austria F7, Innsbruck               | Terra rossa | Bastian Trinker      | 6-3, 6-2            |
| 8.  | 8 febbraio 2015  | Egypt F4, Sharm El Sheikh           | Terra rossa | Jaroslav Pospíšil    | 2-6, 6-3, 7–6(6)    |
| 9.  | 15 febbraio 2015 | Egypt F5, Sharm El Sheikh (2)       | Terra rossa | Jaroslav Pospíšil    | 6(5)–7, 6-3, 7–6(2) |
| 10. | 5 aprile 2015    | Turkey F13, Adalia                  | Cemento     | Tomislav Brkić       | 6-3, 6-3            |
| 11. | 19 aprile 2015   | Egypt F14, Sharm El Sheikh          | Terra rossa | Martin Fischer       | 2-6, 6-1, 6-3       |
| 12. | 26 aprile 2015   | Egypt F15, Sharm El Sheikh          | Terra rossa | Mohamed Safwat       | 6-2, 7–6(4)         |
| 13. | 6 settembre 2015 | Austria F10, Sankt Pölten           | Terra rossa | Pascal Brunner       | 3-6, 6-3, 6-4       |
| 14. | 17 aprile 2016   | Tunisia F14, Hammamet               | Terra rossa | Pascal Brunner       | 7–6(4), 6-3         |
| 15. | 8 maggio 2016    | Turkey F18, Adalia                  | Cemento     | Marc Sieber          | 6-2, 6-2            |
| 16. | 15 maggio 2016   | Turkey F19, Adalia                  | Cemento     | Anil Yuksel          | 6-1, 6-3            |
| 17. | maggio 2017      | Turkey F17, Adalia                  | Terra rossa | Juan Pablo Varillas  | 6-2, 6-2            |
| 18. | maggio 2017      | Turkey F18, Adalia                  | Terra rossa | Marc Sieber          | 6-4, 6-4            |
| 19. | agosto 2017      | Czech Republic F5, Pardubice        | Terra rossa | Alex Molčan          | 7–6(3), 6-3         |
| 20. | agosto 2017      | Austria F5, Vogau                   | Terra rossa | Franco Agamenone     | 6-3, 6-2            |
| 21. | agosto 2017      | Austria F6, Innsbruck               | Terra rossa | Bruno Sant'Anna      | 6-3, 6-2            |
| 22. | agosto 2017      | Serbia F3, Subotica                 | Terra rossa | Gian Marco Moroni    | 6-3, 6(4)–7, 6-2    |
| 23. | ottobre 2017     | Turkey F36, Adalia                  | Terra rossa | Mate Delić           | 6-3, 6-4            |
| 24. | aprile 2019      | Santaizi ATP Challenger, Taipei     | Cemento (i) | Serhij Stachovs'kyj  | 6-2, 6-4            |
| 25. | novembre 2019    | Slovak Open, Bratislava             | Cemento (i) | Damir Džumhur        | 6-1, 6-1            |
| 26. | 7 gennaio 2023   | Nonthaburi Challenger I, Nonthaburi | Cemento     | Wu Tung-lin          | 6-4, 6-4            |

##### Finali perse (16)
| Legenda tornei minori |
| Challenger (6)        |
| ITF (10)              |

| N.  | Data              | Torneo                                | Superficie  | Avversario in finale    | Punteggio           |
| 1.  | 10 giugno 2012    | Slovenia F2, Maribor                  | Terra rossa | Petru-Alexandru Luncanu | 3-6, 1-6            |
| 2.  | 21 luglio 2013    | Austria F4, Kramsach                  | Terra rossa | Janez Semrajc           | 5-7, 0-6            |
| 3.  | 18 agosto 2013    | Austria F7, Innsbruck                 | Terra rossa | Laurent Lokoli          | 6(1)–7, 3-6         |
| 4.  | 13 settembre 2013 | Turkey F40, Adalia                    | Cemento     | Mate Pavić              | 4-6, 2-6            |
| 5.  | 23 marzo 2013     | Italy F6, Santa Margherita di Pula    | Terra rossa | Marco Cecchinato        | 4-6, 2-6            |
| 6.  | 15 giugno 2014    | Egypt F21, Sharm El Sheikh            | Terra rossa | Marc Giner              | 3-6, 1-6            |
| 7.  | 13 luglio 2014    | Germany F7, Kassel                    | Terra rossa | Peter Torebko           | 7–6(6), 4-6, 6(2)–7 |
| 8.  | novembre 2016     | Egypt F31, Sharm El Sheikh            | Cemento     | Benjamin Bonzi          | 6-4, 3-6, 1-6       |
| 9.  | marzo 2018        | Turkey F9, Adalia                     | Terra rossa | Juan Pablo Varillas     | 4-6, 4-6            |
| 10. | giugno 2019       | Ilkley Trophy, Ilkley                 | Erba        | Dominik Köpfer          | 6-3, 3-6, 6(5)–7    |
| 11. | settembre 2021    | Open d'Orléans, Orléans               | Cemento (i) | Henri Laaksonen         | 1-6, 6-2, 2-6       |
| 12. | 14 agosto 2022    | Meerbusch Challenger, Meerbusch       | Terra rossa | Bernabé Zapata Miralles | 1-6, 2-6            |
| 13. | 18 settembre 2022 | Pekao Open, Stettino                  | Terra rossa | Corentin Moutet         | 2-6, 7–6(5), 4-6    |
| 14. | 25 settembre 2023 | Bad Waltersdorf Open, Bad Waltersdorf | Terra rossa | Andrea Pellegrino       | 6-1, 6(5)-7, 3-6    |
| 15. | 22 ottobre 2023   | Hamburg Challenger, Amburgo           | Cemento (i) | Illja Marčenko          | 2-6, 3-6            |
| 16. | 27 ottobre 2024   | M25 Trnava, Trnava                    | Cemento     | Milos Karol             | 2-6, 4-6            |

#### Doppio

##### Vittorie (5)
| Legenda tornei minori |
| Challenger (1)        |
| ITF (4)               |

| N. | Data            | Torneo                      | Superficie  | Compagno           | Avversari in finale                  | Punteggio         |
| 1. | 11 agosto 2013  | Austria F6, Wels (1)        | Terra rossa | Pascal Brunner     | Patrick Ofner Sebastian Stiefelmeyer | 6-1, 6-1          |
| 2. | 29 giugno 2014  | Austria F1, Seefeld         | Terra rossa | Pascal Brunner     | Erik Elliott Jacob Kahoun            | 6-3, 6-4          |
| 3. | 10 agosto 2014  | Austria F6, Wels (2)        | Terra rossa | Pascal Brunner     | Kirill Dmitriev Dmitrij Popko        | 6-4, 6-3          |
| 4. | maggio 2017     | Turkey F18, Adalia          | Terra rossa | Thomas Statzberger | Joel Cannell Ryan James Storrie      | 6-0, 2-6, [14-12] |
| 5. | 22 ottobre 2023 | Hamburg Challenger, Amburgo | Cemento (i) | Akira Santillan    | Alexandru Jecan Mick Veldheer        | 6-4, 3-6, [10-3]  |

##### Finali perse (7)
| Legenda tornei minori |
| Challenger (1)        |
| ITF (6)               |

| N. | Data             | Torneo                             | Superficie  | Compagno           | Avversari in finale                      | Punteggio            |
| 1. | 22 luglio 2012   | Austria F2, Kramsach               | Terra rossa | Maxim Dubarenco    | Mislav Hizak Jeremy Jahn                 | 3-6, 6-4, [4-10]     |
| 2. | 13 ottobre 2013  | Turkey F40, Adalia                 | Cemento     | Pascal Brunner     | Andriej Kapas Grzegorz Panfil            | 3-6, 6-2, [7-10]     |
| 3. | 26 ottobre 2013  | Turkey F37, Adalia                 | Cemento     | Kirill Dmitriev    | Janez Semrajc Tristan-Samuel Weissborn   | 3-6, 7-5, [2-10]     |
| 4. | 6 settembre 2015 | Austria F10, Sankt Pölten          | Terra rossa | Pascal Brunner     | Lucas Miedler Tristan-Samuel Weissborn   | 3-6, 3-6             |
| 5. | luglio 2017      | Czech Republic F4, Ústí nad Orlicí | Terra rossa | Thomas Statzberger | Marek Gengel Matěj Vocel                 | 7–6(3), 1-6, [14-16] |
| 6. | agosto 2017      | Serbia F3, Subotica                | Terra rossa | Thomas Statzberger | Vít Kopřiva Jaroslav Pospíšil            | 2-6, 6-3, [6-10]     |
| 7. | 9 marzo 2025     | Crete Challenger, Chersonissos     | Cemento     | Zsombor Piros      | Juan Carlos Prado Ángelo Mark Whitehouse | 6(7)-7, 2-6          |

## Risultati in progressione
| Sigla | Risultato               |
| ----- | ----------------------- |
| V     | Vincitore               |
| F     | Finalista               |
| SF    | Semifinalista           |
| O     | Oro olimpico            |
| A     | Argento olimpico        |
| SF    | Bronzo olimpico         |
| QF    | Quarti di Finale        |
| 4T    | Quarto turno            |
| 3T    | Terzo turno             |
| 2T    | Secondo turno           |
| 1T    | Primo turno             |
| RR    | Round Robin             |
| LQ    | Turno di qualificazione |
| A     | Assente                 |
| ND    | Non disputato           |

| Legenda superfici    |
| -------------------- |
| Cemento              |
| Terra battuta        |
| Erba                 |
| Superficie variabile |

### Singolare
| Tornei Grande Slam         |     |               |               |               |               |     |               |               |      |
| Australian Open, Melbourne | Q2  | A             | 1T            | Q1            | 1T            | 1T  | A             | A             | 0–3  |
| Roland Garros, Parigi      | A   | A             | Q3            | Q1            | 1T            | Q1  | Q1            | Q2            | 0–1  |
| Wimbledon, Londra          | Q3  | A             | 3T            | 1T            | ND            | 1T  | 2T            | 1T            | 3–5  |
| US Open, New York          | Q1  | A             | 1T            | A             | 1T            | A   | Q3            | Q2            | 0–2  |
| Vittorie-Sconfitte         | 0–0 | 0–0           | 2–3           | 0–1           | 0–3           | 0–2 | 1–1           | 0–1           | 3–11 |
| Nazionale                  |     |               |               |               |               |     |               |               |      |
| Coppa Davis                | Z1  | A             | A             | A             | PO            | A   | PO            | PO            | 4–5  |
| Giochi Olimpici            | A   | Non disputati | Non disputati | Non disputati | Non disputati | A   | Non disputati | Non disputati | 0–0  |
| Vittorie-Sconfitte         | 1–2 | 0–0           | 0–0           | 0–0           | 2–0           | 0–0 | 1–1           | 0–2           | 4–5  |

### Doppio
| Tornei Grande Slam         |     |               |               |               |               |     |               |               |     |
| Australian Open, Melbourne | A   | A             | A             | A             | A             | A   | A             | A             | 0–0 |
| Roland Garros, Parigi      | A   | A             | A             | A             | 2T            | A   | A             | A             | 1–1 |
| Wimbledon, Londra          | A   | A             | A             | A             | ND            | A   | A             | A             | 0–0 |
| US Open, New York          | A   | A             | A             | A             | A             | A   | A             | A             | 0–0 |
| Vittorie-Sconfitte         | 0–0 | 0–0           | 0–0           | 0–0           | 1–1           | 0–0 | 0–0           | 0–0           | 1–1 |
| Nazionale                  |     |               |               |               |               |     |               |               |     |
| Giochi Olimpici            | A   | Non disputati | Non disputati | Non disputati | Non disputati | A   | Non disputati | Non disputati | 0–0 |
| Vittorie-Sconfitte         | 0–0 | Non disputati | Non disputati | Non disputati | Non disputati | 0–0 | Non disputati | Non disputati | 0–0 |